# Kis-Strázsa-hegyi-hasadékbarlang
A Kis-Strázsa-hegyi-hasadékbarlang Magyarország fokozottan védett barlangjai közül az egyik. A Duna–Ipoly Nemzeti Park területén lévő Pilis hegységben található. Turista útikalauzokban is szerepel.

## Leírás
Esztergomban, a Kis-Strázsa-hegyen található már nem működő kőbányában nyílik. Dachsteini mészkőben keletkezett. Két bejárata van, de az egyiket lebetonozták. A barlangra a hasadékjellegű járatok jellemzőek, amelyek általában egy méter szélesek. A bejárata felett a hasadék egy nagyobb gömbfülkévé szélesedik és körülbelül két méterre közelíti meg a felszínt. A hasadék körülbelül 80° dőlésű, tehát csaknem függőleges. A barlang a mélypontján 2–3 méternyire kitágul.
A bejárat szintjén a falakon nagyon oldott kalcitkristályos kéreg látható, amely sugaras-pikkelyes alakú, de van itt oszlopos megjelenésű is. Ezek színe változatos, van hófehér színű fekete színű mangános bevonattal, üvegszerűen áttetsző, barna színű vörös színű vasas bevonattal és szürke színű. Le van zárva és a Duna–Ipoly Nemzeti Park Igazgatóság engedélyével látogatható. Megtekinteni elektromos lámpával, tiszta ruhában és kutatási célból szabad.
Előfordul irodalmában Kis-Strázsa-barlang (Dénes 1964), Kis-Strázsa-hegyi-aragonitbarlang (Kraus 1997), Kis-Strázsa-hegyi aragonit-barlang (Kordos 1984), Kis-Strázsa-hegyi aragonit barlang (Bertalan 1976), Kis-Strázsa-hegyi barlang (Koch 1966), Kis-Strázsa-hegyi-barlang (Kordos 1984), Kisstrázsahegyi barlang (Bertalan 1976), Kistrázsahegyi-barlang (Csekő 1963), Kis-Strázsahegyi-hasadékbarlang (Baja 1998), Kis-Strázsa-hegyi Uj barlang (Kraus 1997), kis-strázsa-hegyi Új-barlang (Kordos 1984) és Kis-Strázsahegyi új barlang (Bertalan 1976) neveken is. Nevezik Tüskés-barlang néven is. Ezt a nevet tüskeszerű kalcitképződményei miatt kapta. 1997-ben volt először Kis-Strázsa-hegyi-hasadékbarlangnak nevezve a barlang az irodalmában.

## Kutatástörténet
1962. március 15-én tárult fel kőbányászat során. A Kis-Strázsa-hegyen régebben, 1946-ban Jakucs László és Venkovits István már felmértek egy kisebb, de hasonló barlangot, amely azóta a kőbányászat miatt megsemmisült. A barlang előkerüléséről a Kadić Ottokár Barlangkutató Csoportot Koltász István barlangkutató értesítette, aki a kőfejtő üzemvezetője volt. Ekkor a bejárata négy méter széles és magas, ovális alakú volt. A járatokba elsőként Benedek Attila ereszkedett le. Ekkor már körülbelül 20 méter mélységig bejárható volt. A feltárulását követően a bánya a barlang irányába már nem fejtette a követ, így sikerült megmenteni a ritka természeti képződményt. Megnyílásának évében még kísérletet tettek új járatok felfedezésére és állagmegóvó, biztonsági munkát végeztek a barlangban.
1966-ban megjelent könyvébe Koch Sándor azt írta, hogy 25 méter mély és 0,5–2 méter széles hasadékbarlang, valamint a képződményeit is ismertette. Az 1973. évi Élet és Tudományban publikálva lett egy fekete-fehér fénykép, amelyen a kisstrázsa-hegyi barlangból származó kristályos gipszkéreg látható. Az 1974-ben megjelent, Pilis útikalauz című könyvben, a Pilis hegység és a Visegrádi-hegység barlangjainak jegyzékében (19–20. old.) meg van említve, hogy a Pilis hegység és a Visegrádi-hegység barlangjai között van a Kis-Strázsa-barlang. A Pilis hegység barlangjait leíró rész szerint a Kis-Strázsa-barlang a Kis-Strázsa-hegy D-i, Dorog felé tekintő oldalában található.
Az 1976-ban befejezett, Magyarország barlangleltára című kéziratban az olvasható, hogy a Pilis hegységben, a Pilis-vonulatban, Esztergomban elhelyezkedő Kis-Strázsahegyi új barlang másik neve Kis-Strázsa-hegyi aragonit barlang. A Kis-Strázsa-hegy Dorog felé néző oldalának közepén működő mészkőbányában nyílik. A 4 m széles, ovális, lezárt bejárata a bányaudvarban, 15 m magasan található. A védelmet érdemlő barlang 30 m hosszú és 20 m mély. A barlang egy ÉNy–DK irányú, kb. 80° dőlésű hasadék mentén keletkezett. Szép kalcitkristály kéreg és gipszbevonat figyelhető meg benne. A kézirat barlangra vonatkozó része 1 irodalmi mű alapján lett írva.

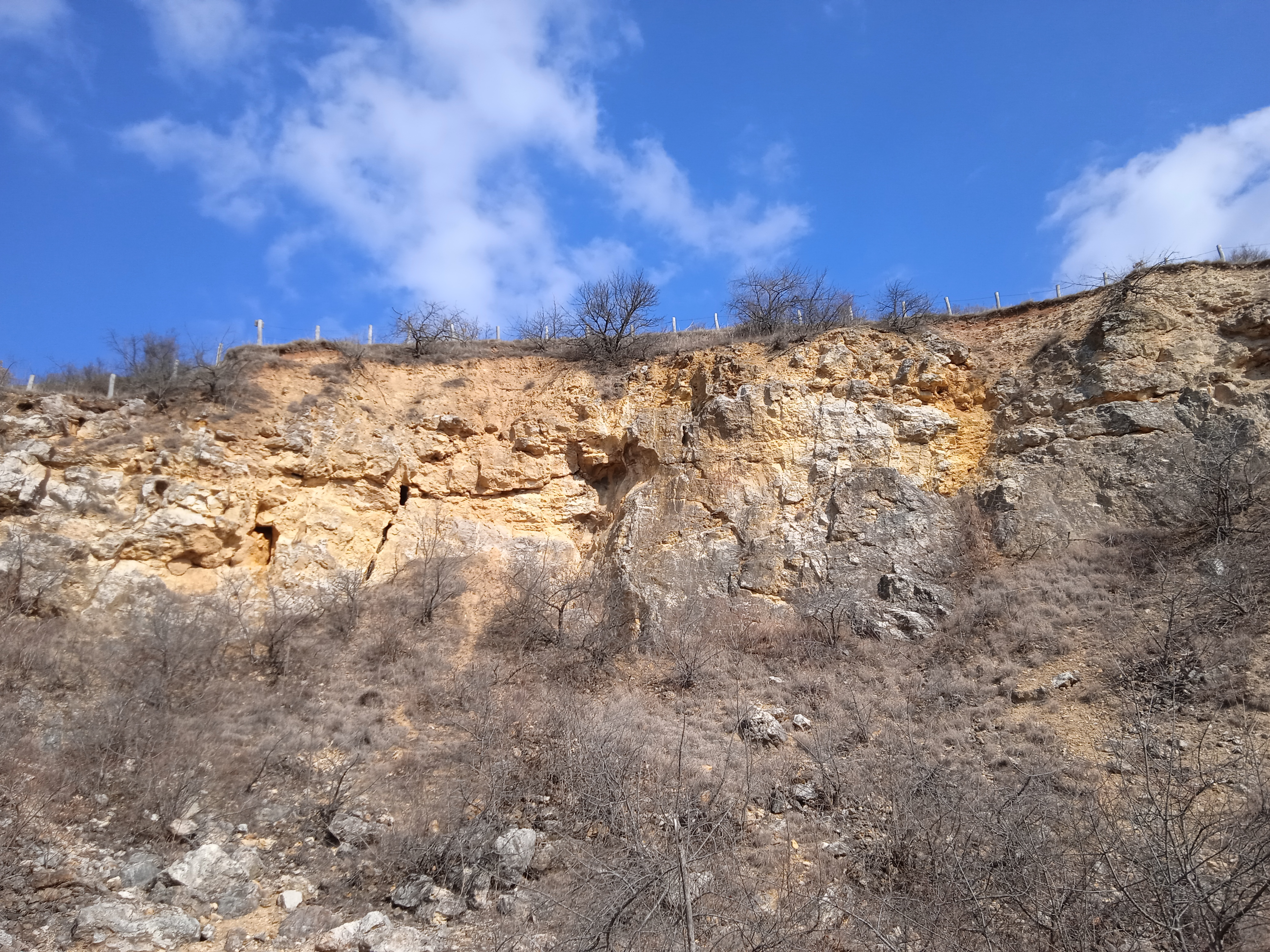
A Kis-Strázsa-hegyi-hasadékbarlang bejáratát rejtő kőfejtő

1980-ban Kraus Sándor szerkesztette meg a barlang térképvázlatát, amely egy nagyon torzított metszettérkép. Az 1984-ben kiadott, Magyarország barlangjai című könyv országos barlanglistájában fel van véve a Pilis hegység barlangjai közé a a barlang két külön barlangként. Az egyik barlang Kis-Strázsa-hegyi-barlang néven Kis-Strázsa-barlang névváltozattal szerepel. A másik barlang kis-strázsa-hegyi Új-barlang néven Kis-Strázsa-hegyi aragonit-barlang névváltozattal szerepel. A listához kapcsolódóan látható a Dunazug-hegység barlangjainak földrajzi elhelyezkedését bemutató 1:500 000-es méretarányú térképen a két barlang földrajzi elhelyezkedése. 1989-ben Nyerges Attila készített a barlangot bemutató hosszmetszet térképvázlatot. A Kárpát József által írt 1991-es kéziratban meg van említve, hogy a jelenleg kutatás alatt álló Kis Strázsa-hegyi-barlang (Esztergom) 50 m hosszú és 20 m mély.
1997. május 29-én Kraus Sándor rajzolt helyszínrajzot, amelyen a Kis-Strázsa-hegy, Középső-Strázsa-hegy és Nagy-Strázsa-hegy barlangjainak földrajzi elhelyezkedése van ábrázolva. A rajzon látható a Hasadék névvel jelölt barlang földrajzi elhelyezkedése. Kraus Sándor 1997. évi beszámolójában az olvasható, hogy az 1997 előtt is ismert Kis-Strázsa-hegyi-hasadékbarlang jelentős, veszélyeztetett barlang, amely további kutatást igényel és amelyről nem készült térkép. A Kis-Strázsa-hegyi-hasadékbarlang névváltozatai a Kis-Strázsa-hegyi-aragonitbarlang, a Kis-Strázsa-hegyi Uj barlang, a Strázsa II hasadékbarlang és a Tüskés-barlang. A Kis-Strázsa-hegyi-barlang, amelynek névváltozata Kis-Strázsa-barlang nem azonosítható, ismert volt, nincs térképe és megszűnt. A jelentésbe bekerült az 1997-es helyszínrajz.

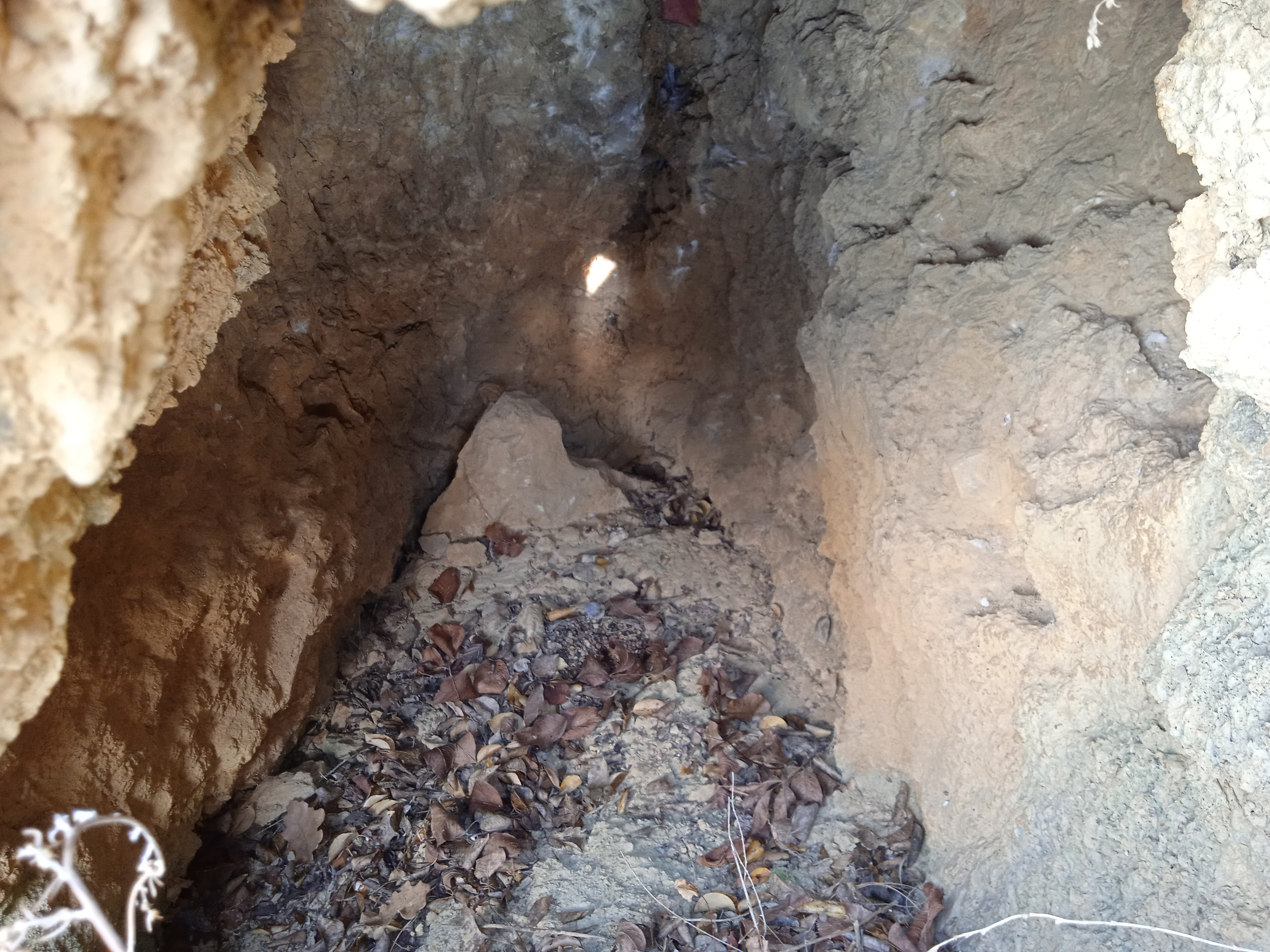
A Kis-Strázsa-hegyi-hasadékbarlang bejárata feletti barlangrész

1998-ban zárták le először az üregrendszert. 1998. május 14-től a környezetvédelmi és területfejlesztési miniszter 13/1998. (V. 6.) KTM rendelete szerint a Duna–Ipoly Nemzeti Park Igazgatóság illetékességi területén, a Pilis hegységben található Kis-Strázsahegyi-hasadékbarlang az igazgatóság engedélyével látogatható. A 2000. évi Karsztfejlődésben lévő tanulmányban van egy ábra, amelyen látható a Pilis hegységben található néhány barlang és édesvízi mészkő előfordulás földrajzi elhelyezkedése. Az ábrán megfigyelhető, hogy a Kis-Strázsa-hegyi-hasadékbarlang (a rajzon Kis Strázsa a neve) mekkora függőleges kiterjedésű és mekkora tszf. magasságban helyezkedik el.
2005. szeptember 1-től a környezetvédelmi és vízügyi miniszter 22/2005. (VIII. 31.) KvVM rendelete szerint a Duna–Ipoly Nemzeti Park Igazgatóság működési területén, a Pilis hegységben található Kis-Strázsahegyi-hasadékbarlang a felügyelőség engedélyével látogatható. 2005. szeptember 1-től a környezetvédelmi és vízügyi miniszter 23/2005. (VIII. 31.) KvVM rendelete szerint a Pilis hegységben lévő Kis-Strázsahegyi-hasadékbarlang fokozottan védett barlang. A 2006. évi MKBT Tájékoztatóban közölve lett, hogy a Pilis hegységben elhelyezkedő Kis-Strázsahegyi-hasadékbarlang fokozottan védett barlang lett. 2007. március 8-tól a környezetvédelmi és vízügyi miniszter 3/2007. (I. 22.) KvVM rendelete szerint a Duna–Ipoly Nemzeti Park Igazgatóság működési területén lévő Pilis hegységben elhelyezkedő Kis-Strázsahegyi-hasadékbarlang az igazgatóság engedélyével tekinthető meg.
2007-ben az Ariadne Karszt- és Barlangkutató Egyesület egy új denevérnyílással ellátott bejárati ajtót készített a barlang egy másik helyén és a régi lezárt bejáratot megszüntette. 2013. július 19-től a vidékfejlesztési miniszter 58/2013. (VII. 11.) VM rendelete szerint a Kis-Strázsa-hegyi-hasadékbarlang (Pilis hegység, Duna–Ipoly Nemzeti Park Igazgatóság működési területe) az igazgatóság hozzájárulásával látogatható. 2015. november 3-tól a földművelésügyi miniszter 66/2015. (X. 26.) FM rendelete szerint a Kis-Strázsahegyi-hasadékbarlang (Pilis hegység) fokozottan védett barlang. 2021. május 10-től az agrárminiszter 17/2021. (IV. 9.) AM rendelete szerint a Kis-Strázsa-hegyi-hasadékbarlang (Pilis hegység, Duna–Ipoly Nemzeti Park Igazgatóság működési területe) az igazgatóság engedélyével látogatható. A 13/1998. (V. 6.) KTM rendelet egyidejűleg hatályát veszti.

## További irodalom
- Vajna György: Barlangok. In: Baranyai Vince: Komárom megye természeti értékei. Tatabánya, Komárom megyei Tanács, 49–58. old.
- Venkovits István: A Sátorkőpusztai barlang. Természetbarát, 1947. (27. évf.) 5–6. old. (Az 1946-ban felfedezett barlangról van szó benne.)